# AN-94突击步枪
AN-94（АН-94，或稱，阿巴坎，俄罗斯国防部火箭炮兵装备局代號：6П33）是俄羅斯现役現代化小口徑突擊步槍，全名为5,45-. 1994 г.（1994年式5.45口径尼科諾夫自動步槍）。“阿巴坎”为苏军1981年下一代突击步枪计划的代号，是地处西伯利亚的俄联邦哈卡斯共和国首府的名字。

## 历史

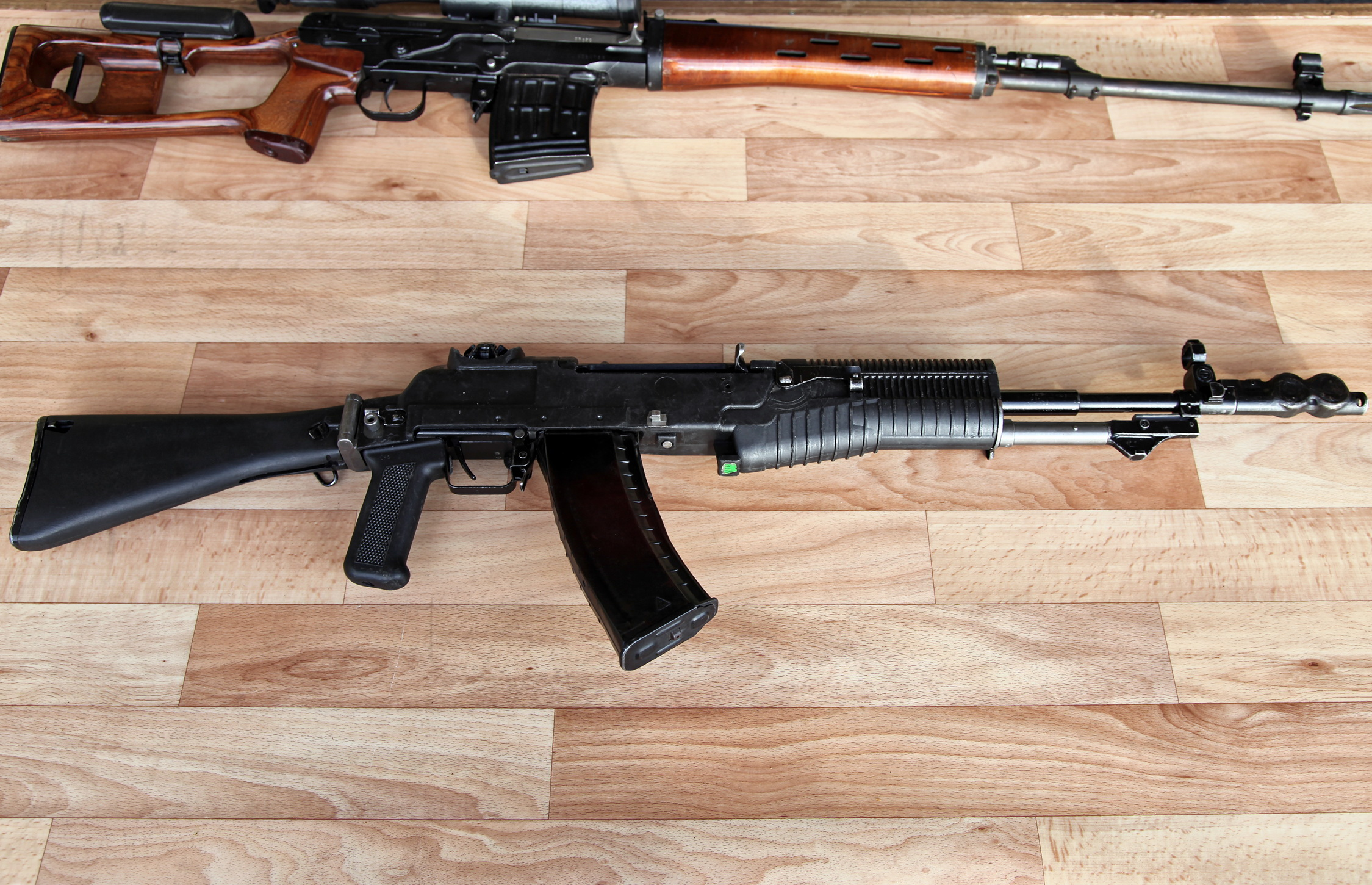
AN-94與德拉古諾夫狙擊步槍

自1974年起，苏联陆军换装采用5.45×39毫米（M74）小口徑子弹的AK-74突击步枪。在换装后不久的阿富汗战争中，苏军摩托化步兵战术在复杂的山地环境下暴露出大量问题，特别是面对敌人的游击战术，射击精度不足的AK-74很难发挥作用。为切实提高5.45毫米步枪和枪弹系统的有效性，军方提出研制新型步枪，要求在保持AK-74的可靠性同时，精度要比AK-74高5—10倍，并能够安装如榴弹发射器、各种光学瞄具，以及刺刀等现有制式配套组件。新一代步枪计划被命名为“阿巴坎计划”（ОКР «Абака́н»）。
经过一系列测试后，由获得44份专利证明的槍械工程師，根纳金·尼古诺夫(Gennadiy Nikonov)及其团队设计的代号為ASM的样枪击败了AEK-971在內的竞争对手，被当时的俄罗斯军方采纳。1997年5月14日，俄罗斯联邦政府颁布56926号文件，宣布尼克诺夫设计的AN-94型5.45毫米突击步枪正式列装，装备代号為6P33（6П33）。

## 设计
AN-94采用长行程活塞氣動式原理、转拴式枪栓，以及分离式机匣和枪管组件、使用缓冲器降低发射后坐力影响，並高速装填次发弹药且能快速击发的设计。AN-94最显眼的特征是其机匣和弹匣大量采用玻璃纤维增强的黑色聚酰胺材料製成、弹匣在裝上武器後會向右侧倾斜约15度，以及旋转式觇孔照门的設計。AN-94使用5.45×39毫米（M74）口径弹药，能使用30发或45发容量的AK-74弹匣和60发4排弹匣供彈。
与AK-74相比，AN-94增加了高精度的兩发点放模式，可以1,800发／分鐘的理论射速实施两发点射，并通过连接槍殼和机匣的缓冲装置，延迟后坐力抵达射手肩膀，高速装填次发弹药并完成击发后，枪管和机匣组件才撞击到枪壳后部。据称受過良好训练的射手甚至可在使用两发点放模式进行100米打靶时做到两发子弹穿过同一个孔。由于枪机组件的质量比枪管和机匣组件的质量轻得多，并且其后坐到位的撞击作用于浮动的机匣和枪管组件尾部，因此枪机组件的后坐对射击精度的影响较小；而枪管和机匣组件后坐到位之前，即在射手还未感到武器后坐时，前两发子弹均已出膛，后坐力对射弹散布已影响甚微，从而提高了命中概率。这种设计利用了“改变后坐冲量的枪机后坐”技术（смещенный импульс свободного затвора，常被叫做“延迟后坐”），这是1970年代由苏联枪械专家彼得·特卡乔夫（Пётр Андреевич Ткачёв）提出的。在全自動射擊模式時，前兩发子彈仍然保持著1,800發／分鐘的高射速出膛，从第三发起减为600發／分鐘的标准射速。射速切换无需其他操作，只要持续扣著扳机，就可以从高射速自动转为标准射速，松开扳机后再次扣压，则重复2发高速射击后转为标准射速的过程。
实现射速的切换是通过切换释放击锤的时机来实现的，AN-94采用直动式击锤的设计，击锤阻铁安装在可移动的机匣和枪管组件上，在阻铁挂住击锤的位置，在阻铁上设计了一个凸起在机匣组件外，拉下此凸起将释放击锤。释放击锤的时机决定了射速的变化，在点射和连发的位置上，次发枪弹会在枪机复进到位之后立刻击发，在快速击发两发枪弹之后第三发枪弹的击发要等待到机匣和枪管组件复进到位之后才能进行。
AN-94的枪管和导气室安装在机匣上，射击时机匣在玻璃纤维增强的聚合物整体式枪壳里面后坐。机匣有其独立的复进簧，该复进簧位于机匣下面，在枪壳里升弹板的前面。在枪膛侧面的位置上安装有一个滑轮，有一根钢索绕过这个滑轮，一端连在枪机组的机框，另一端套在复进簧导杆的推弹零件上。枪弹并非直接从弹匣内推进弹膛内，而是先从静止的弹匣中推到升弹板上，然后复进的枪机把枪弹推进弹膛内。AN-94的弹匣向右侧倾斜的设计是一种妥协，是为了给钢索导轮让出位置。固定式升弹板不可快速拆卸的设计存在缺陷，一旦重复装填，将无法迅速排除故障。
AN-94的機械瞄具与过去苏俄枪械的瞄具有着明显不同，采用了柱状准星和觇孔照门。照门安装在枪托后上端，不同高度的孔呈星形分布，孔里可装发光源，有助于射手在黎明薄暮或光线不好的时候能命中目标。装定射程时，要在机匣顶端旋转星号和设定被需要的孔。准星有方形护圈保护，准星旁也有发光源，准星本身可以调整风偏和高低。与AK枪族一样，枪身左侧设有可加装光学瞄具的華沙條約導軌。带有“∞”型空腔的枪口制退器具备自清洁能力，需要时可以很容易地从枪管拆下。
AN-94并不像其他步枪一样将刺刀（現為6KH5刺刀）安装在枪管下方，而是安装在枪管右侧，这种设计是为了便于同时安装GP-25附加型榴彈發射器和刺刀。与AK枪族不同，AN-94的玻璃纤维增强的聚合物枪托向右折叠，中间没有镂空。

## 评价
AN-94精准度相当高，在100米距离上立姿无依托连发射击时，AN-94头两发弹着点距离不到2厘米，这一散布精度远胜于SVD狙击步枪发射专用狙击弹（7N1）的效果，即使是与以高精度著称的SV-98狙击步枪相比也毫不逊色。在1999年8月的第二次车臣战争中，首次使用AN-94的俄羅斯海军步兵都说它“棒极了”。然而由于经费限制，至今只有少数部队装备了該槍。
尽管AN-94采用的“延迟后坐”技术相当先进，甚至其总设计师尼古诺夫声称“美国轻武器专家完全可以拆卸和仿制AN-94式5.45毫米自动步枪。不过，这种步枪的混合后坐力动作机理是他们永远无法掌握的”，但这也直接导致其结构复杂，因而造价高昂、维护成本不小。而这种技术带来的精确度并非所有士兵都需要的。对于俄军的普通士兵来说，AN-94的两发点放并没有多大帮助；而另一方面，一些精锐部队就有能力把AN-94运用得很好。但随着现代战争中精确射击任务越来越多落在狙击手以及其手上的狙击步枪上，普通士兵手上的突击步枪更多是用于火力压制。高精准度固然是好事，但单从火力压制的角度来说，AN-94与AK-74并没有太多差别。
《德国武器杂志》记者在西乌拉尔伊热夫斯克的伊孜玛什工厂靶场对该枪进行过试射。用20发子弹在100米距离上以单发方式射击，散布圆直径为10厘米；以2发点射方式射击10个点射时，散布圆直径为16厘米；采取卧姿和无依托立姿各进行20发长点射时，卧姿射击的散步圆直径20厘米，立姿25厘米。记者试射的感觉是该枪比传统AK要好，射击过程中的后坐力也很小。如此看来，精度确实比起AK步枪提高许多。
另一方面，AN-94的一些结构设计，如向右折叠的枪托、觇孔瞄具、略向右方倾斜的弹匣、挂装在枪口右侧的刺刀等，完全颠覆了俄军在多年使用AK步枪过程中积累的习惯，让习惯AK枪族的士兵需要相当时间才能熟悉。虽然里面复杂和精致，但外表处理相当粗糙，有许多锋利的边缘很容易磨破衣服或擦伤皮肤。实心折叠枪托折叠后，会干擾对快慢机和保险的操作，这对在不展开枪托射击造成不少影响。

## 使用國
- - 吉爾吉斯坦共和國武裝部隊特種部隊[10][11]
- 俄羅斯
  - 俄羅斯聯邦武裝力量
    - 俄羅斯陸軍
    - 俄羅斯空降軍

  - 俄羅斯聯邦司法部（英语：Ministry_of_Justice_(Russia)）
    - 土星特別用途單位

  - 俄羅斯聯邦國家近衛軍[6]

## 流行文化

### 電子遊戲
- 2001年—：在Big Shell篇中，由部份恐怖份子所使用。
- 2004年—《特種部隊Online》：有裝上ACOG 4×瞄準鏡的EVL_AN-94衍生型。目前推出的樂透武器版本：
  - 狂妄殺神AN94
- 2007年—：設定為恐怖份子陣營的可用武器，限定為兩發點放射擊，奇怪地彈匣沒有向右側傾斜、具無彈後定，而且第一人稱視角中的武器模組採用鏡像佈局（右手持槍時拉機柄及拋殼口在左邊）。港台地區於2010年12月7日推出，命名為「雷豹」；中国大陆地區於2011年6月29日推出，命名為「AN-94」；在各地版本均已開放使用。
- 2007年—：命名為「Obokan」。奇怪地在第一人稱視角中的武器模組採用鏡像佈局（拉機柄及拋殼口在左邊）。
- 2008年—《穿越火线》：命名为「AN-94」，使用30发弹匣供弹，全自动射击，奇怪地彈匣沒有向右側傾斜。需要达到上士军衔，并且花费25,000金币方可购买并永久使用。拥有多种皮肤版本。此枪推出之初由于性能优异，且获得成本较低，被认为破坏平衡，因此有很长一段时间该武器长期处于被抵制使用状态。
- 2008年—《合金装备4 爱国者之枪》命名为[AN-94]，可全自动，二连发和单发射击，可自定义装上GP-30榴弹发射器。
- 2008年—：命名為“AN94”，全自動射擊，裝有GP-30榴彈發射器，聯機模式中為突擊兵解鎖武器。奇怪地30發彈匣內可載50發子彈、在空倉重新裝填後玩家角色不會為槍械上膛，而且第一人稱視角中的武器模組採用鏡像佈局（拉機柄及拋殼口在左邊）。
- 2008年—《戰地之王》：命名為AN94 Abakan，有多種塗裝版本，並可升級為AN94 MOD 0。
- 2010年—《2》：命名為“AN-94 Abakan”，限定為兩發點放射擊，裝有GP-30榴彈發射器，聯機模式中為突擊兵解鎖武器。奇怪地在空倉重新裝填時玩家角色不會為槍械上膛，而且第一人稱視角中的武器模組採用鏡像佈局（拉機柄及拋殼口在左邊）。
- 2011年—《3》：命名為「AN-94」，單人模式中由俄羅斯空降軍及人民抵抗解放組織所使用。聯機模式中為突擊兵解鎖武器。
- 2012年—：由里昂·史考特·甘乃迪所使用。
- 2012年—《II》：命名為「AN-94」，配有卡其色護木、彈匣、手槍握把及槍托，並透過外加戰術導軌裝上了售後市場後照準器，口徑亦似乎被改為5.56×45mm NATO（重新裝填時可從彈匣內的子彈看得出來），載彈量為30發（聯機模式時可使用改裝：延長彈匣增至40發），初始攜彈量為180發（戰役模式）和90發（聯機模式），最高攜彈量為390發（戰役模式）、240發（聯機模式）和300發（殭屍模式）。戰役模式之中完成「與我一起受苦」（Suffer With Me）戰役以後解鎖，由德法爾科、“核心之日”所屬僱傭兵及也門民兵所使用；聯機模式時於等級55解鎖，是最後解鎖的突擊步槍，可以使用突擊步槍所有配件。由於性能優異，此武器一直都是聯機模式的熱門武器之一。
- 2013年—《4》：命名為「AN-94」，載彈量30+1發，為「武器包」中新增武器，可由突擊兵所使用。
- 2015年—《III》：在2017年7月11日作爲DLC武器添加至遊戲中，命名為「KVK 99M」，造型跟《黑色行動II》的AN-94相近。
- 2017年—《硝云弹雨》：作为“冲锋队”职业可用武器之姿出现，命名为“鬣狗”，加装辅助握把、全息瞄准镜以及M26下挂霰弹枪，在冲锋队职业等级达到16级时可解锁并使用。
- 2017年—《少女前線》：作為五星突擊步槍戰術人形出現，技能之一為切換目標時會以高射速發射兩顆子彈。
- 2018年—《4》：命名爲「AN-94」，造型與《黑色行動II》和《黑色行動III》的AN-94相近，在2019年作爲DLC武器添加至遊戲中。造型上使用普通的30發彈匣供彈卻奇怪的裝有35發彈藥。
- 2019年—《free fire-我要活下去》：命名為“AN-94”，以30發彈匣供彈，可裝配槍托、握把、擴容彈匣、補償器、消音器、2倍鏡、4倍鏡、熱成像瞄準鏡、步槍支架，奇怪的擁有7.62子彈的殺傷力。
- 2019年—《決勝時刻：現代戰爭》：為第五季新增的武器，命名為“AN-94”，外觀與真槍有些許區別，以30發半透明彈匣供彈，可作定製改裝。
- 2021年—《PUBG mobile》：命名為“ASM Abakan”，以30發彈匣供彈，可裝配、擴容彈匣、快速彈匣、快速擴容彈匣、補償器、消音器、消焰器、2倍鏡、3倍鏡、4倍鏡、6倍鏡、8倍鏡，使用5.56口徑子彈。
- 2021年—《戰地風雲2042》：作為戰地風雲入口的武器登場。
- 2021年—《暗區突圍》：命名為“AN94”，可用30發半透明彈匣、30發聚合物彈匣、60發彈匣，使用5.45×39mm子彈，可自由改裝。

### 動畫
- 2009年—《幻灵镇魂曲》：於最終決戰中登場，為Funf和Neun的主要武器，被江漣／Ein和吾妻玲二／Zwei繳獲後由後者雙持使用。

## 外部連結
- （英文）—Forgetton Weapons - Rocket Surgery: Inside the Russian Nikonov AN94（页面存档备份，存于）
- （英文）—Vickers Tactical - Rare Russian Small Arms - AN-94 & AEK-971（页面存档备份，存于）
- （中文）—AEK-971+AN94影片（页面存档备份，存于）（後半段為AN-94）
- （英文）—Official IZHMASH AN-94 Abakan Page
- （英文）—Modern Firearms - Nikonov AN-94 "Abakan" assault rifle（页面存档备份，存于）
- （英文）—AN-94 Abakan（页面存档备份，存于）
- （俄文）—AN-94（阿巴坎）（页面存档备份，存于）
- （中文）—AN-94突击步枪——〖槍炮世界〗（页面存档备份，存于）